# Tuelsø
Tuelsø er en 189 ha stor sø, som ligger nordøst for Sorø.
Det er den dybeste sø ved Sorø, med en dybde op til 18 meter, og en omkreds på 8 km. Ved den sydøstlige bred ligger Søskoven. Den er kendt i lystfiskerkredse, især for den store bestand af fisken sandart.
|  | Denne artikel om lokaliteten Tuelsø kan blive bedre, hvis der indsættes et (bedre) billede. Du kan hjælpe ved at afsøge Wikimedia Commons for et passende billede eller lægge et op på Wikimedia Commons med en af de tilladte licenser og indsætte det i artiklen. |

55°26′53″N 11°34′36″Ø / 55.44806°N 11.57667°Ø